# Yeong-wook Jo
Yeong-wook Jo (조영욱) (* 1. ledna 1962) je korejský filmový hudební skladatel.
Složil hudbu např. pro filmy Old Boy nebo Sympathy For Lady Vengeance.